# Charvel
Charvel ist eine Gitarrenmarke, die in den 1970er Jahren von Wayne Charvel gegründet wurde und in Azusa, Kalifornien, später in Glendora, Kalifornien ansässig war.  Die Produkte der Marke Charvel wurden in den 1980er Jahren von berühmten Rock- und Heavy-Metal-Gitarristen, wie Edward Van Halen (Van Halen), Richie Sambora (Bon Jovi), Warren DeMartini (Ratt), Randy Rhoads, Jake E. Lee (Ozzy Osbourne), Vinnie Vincent (Kiss), Eddie Ojeda (Twisted Sister), George Lynch (Dokken), Criss Oliva (Savatage), Allan Holdsworth, Shawn Lane und anderen gespielt.

## Geschichte

### 1970er
Nachdem Wayne Charvel in den frühen 1970er Jahren drei Jahre lang für Fender gearbeitet hatte, eröffnete er "Charvel's Guitar Repair" im Jahre 1974 und führte Neulackierungen und Reparaturen an Fenderprodukten durch. Seine Werkstatt erarbeitete sich einen guten Ruf für Reparaturen, spezielle Lackierungen und die Herstellung von Ersatzteilen.  Als asiatische Firmen begannen, Charvels Produkte zu kopieren und unter dem Preis zu verkaufen, beschloss Charvel, eigene Gitarren zu bauen. Die Holzkomponenten der Gitarren wurden ursprünglich von Boogie und Schecter hergestellt, während es sich bei der Hardware um Charvel-Produkte und andere Ersatzteile handelte.  Wayne Charvel verkaufte die Marke an Grover Jackson im Jahre 1978 und beendete seine Arbeit bei Charvel Guitars.
Nachdem Grover Jackson die Marke gekauft hatte, begann Charvel Gitarrenkorpora herzustellen, welche an Mighty Mite und DiMarzio weiterverkauft wurden. Die Einnahmen nutzte man, um ab sofort eigene Gitarrenhälse herstellen zu können. Zu dieser Zeit nahmen B.C. Rich, SD Curlee und Music Man Kontakt zu Charvel auf, um Verträge zu Herstellung und Lieferung von verschiedenen Holzteilen abzuschließen. Mit dem Gewinn aus diesen Geschäften konnte Charvel sich mit zusätzlichen Werkzeugen und Maschinen ausstatten, und die nötige Erfahrung sammeln, um im Wettbewerb der Gitarrenmarken bestehen zu können.
In den späten Siebzigerjahren machte Charvel einige Änderungen am Design der Fender Stratocaster, sodass die Gitarren nun oft mit nur einem Humbucker, statt der drei Single Coils ausgestattet waren. Diese "modernisierte" Variante der Stratocaster (oft Superstrat genannt) entsprach den Anforderungen, die die damalige Heavy-Metal-Szene an den Gitarrensound stellte. Die von Charvel produzierten Gitarren waren darüber hinaus bekannt für ihre kreativen Grafiken und Lackierungen, unlackierten Ahornhälsen und anderen innovativen Designs.

### 1980er
1980 lernte Grover Jackson den Gitarristen Randy Rhoads kennen, der kürzlich in Ozzy Osbournes neue Band eingestiegen war.  Man arbeitete zusammen und entwickelte eine Gitarre, die die Flying V mit der gepunkteten Lackierung (Polka-Dots) ergänzen sollte, welche von Karl Sandoval für Rhoads gebaut wurde. Der erste Prototyp war Rhoads noch nicht ausgefallen genug, aber das zweite Design gefiel, und Rhoads nannte die Gitarre Concorde. Jackson befürchtete, dass das radikale Design der Concorde zu sehr von Charvels Superstrat-Design abweichen würde und auf Ablehnung stoßen könnte. Deshalb entschloss er sich für den Fall, dass sich das Design nicht durchsetzen sollte, die Gitarre mit seinem eigenen Namen zu versehen. Die Gitarre war jedoch ein großer Erfolg und führte letztendlich zur Gründung von Jackson Guitars.
Charvel- (und Jackson)-Gitarren wurden bis 1986 in Glendora, Kalifornien produziert. Im Jahre 1986 verlagerte man die Produktion nach Japan, um der erhöhten Nachfrage nachzukommen und eine Massenproduktion der Gitarren möglich zu machen. 1989 verkaufte Jackson Charvel/Jackson schließlich an den japanischen Hersteller IMC (International Music Corporation), sodass Charvel-Gitarren von 1986 bis 1991 ausschließlich in Japan hergestellt wurden.

### 2002 – Die Wiedergeburt von Charvel
Im Jahre 2002 kaufte Fender Charvel/Jackson und es kam zu einer Renaissance der Marke. Man begann die alten San Dimas-Modelle nachzubauen, die mittlerweile heißbegehrte Sammlerobjekte waren und produzierte wieder in den USA.
Charvel bietet heute verschiedene Modelle an, einschließlich in Japan hergestellte, preiswertere Gitarren und teurere, aus US-amerikanischer Herstellung stammende Instrumente. Darüber hinaus bietet man auch einen Custom-Shop an. Es wurden auch Repliken der Frankenstrat von Edward Van Halen, der San Dimas-Modelle von Warren DeMartini und der White Pearl von Jake E. Lee produziert. Aber auch jüngere Gitarristen wie Guthrie Govan sind Endorser bei Charvel.